# Armindo Araújo
Armindo Araújo (Porto, 1 september 1977) is een Portugees rallyrijder.

## Carrière

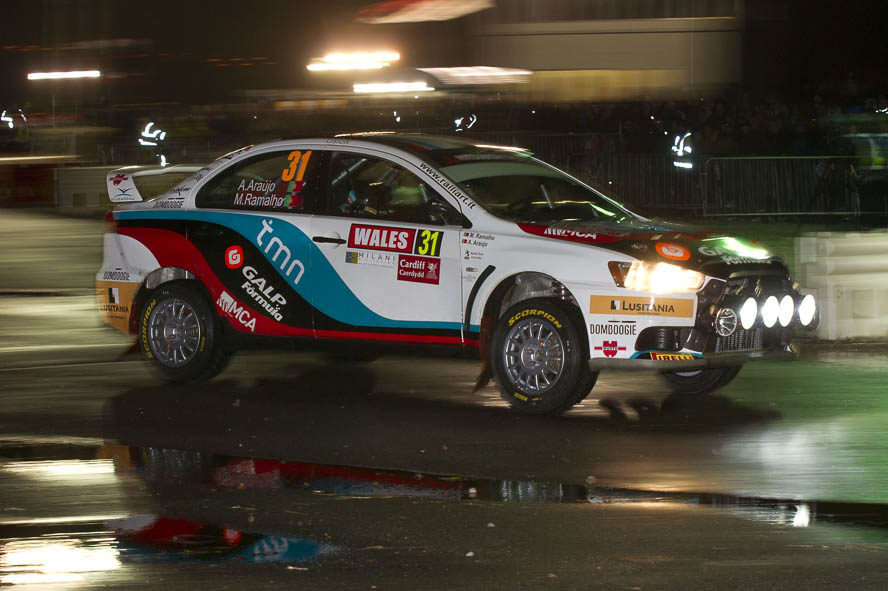
Araújo actief als PWRC-rijder in 2010

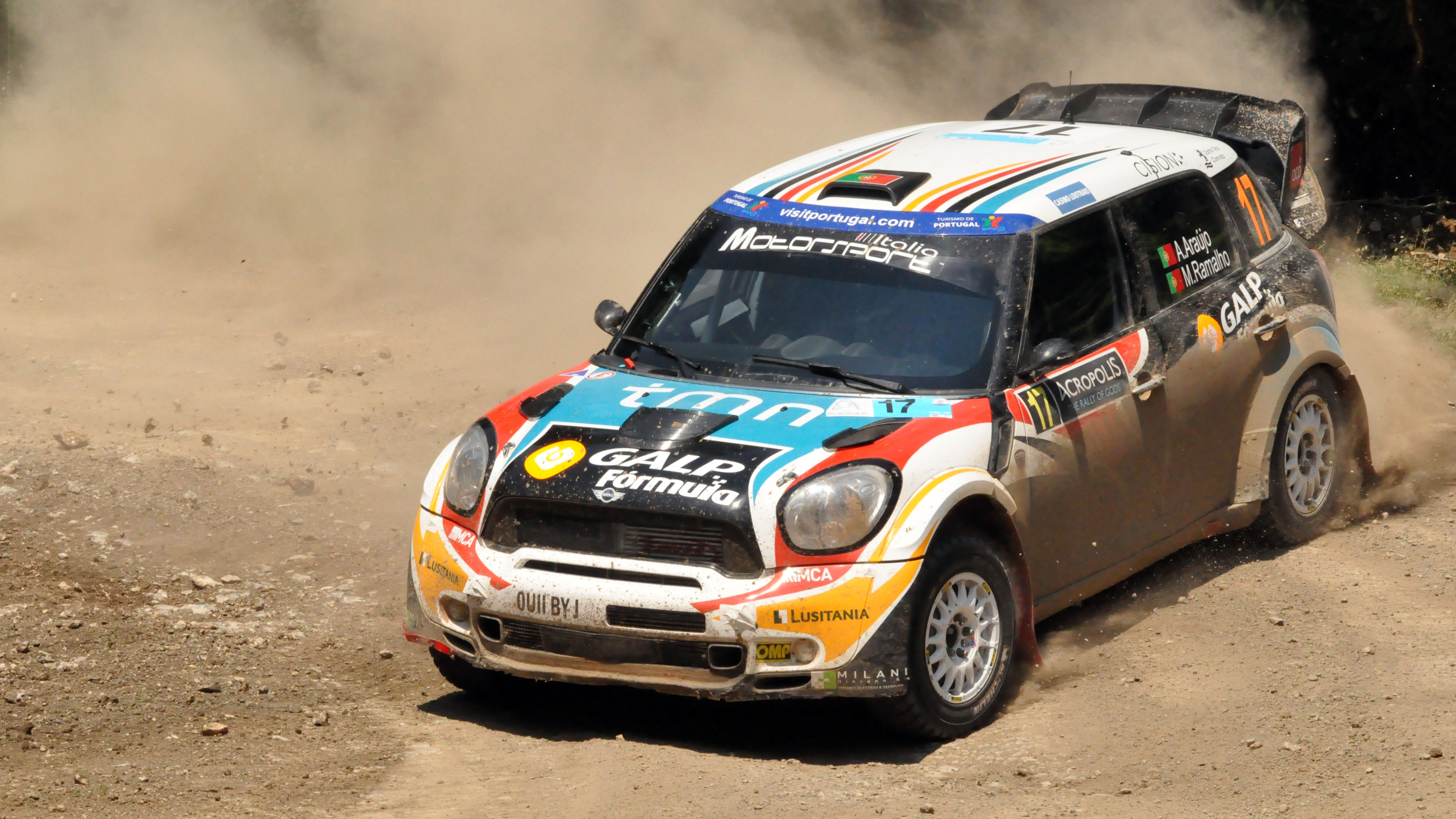
Araújo met de Mini WRC tijdens de Acropolis Rally in 2011

Armindo Araújo debuteerde in 2000 in de rallysport, na voorheen actief te zijn geweest op de motorfiets. Tot aan 2004 reed hij rond in een Citroën Saxo S1600, waarmee hij in 2003 het Portugees rallykampioenschap op zijn naam schreef; een resultaat dat hij in het daaropvolgende jaar wist te herhalen. Hierna stapte hij over naar een Groep N-Mitsubishi Lancer Evolution; opnieuw succesvol in eigen land met titels in 2005 en 2006, en waarmee hij vanaf het 2007 seizoen deelnam aan het wereldkampioenschap rally uitkomend in het Production World Rally Championship. Daarin greep hij naar vier klasse-overwinningen en werd hij in de 2009 en 2010 seizoenen achtereenvolgend wereldkampioen.
Voor 2011 stapte hij over naar een Mini John Cooper Works WRC, deelnemend aan een geselecteerd WK-programma. Het seizoen werd grotendeels gemarkeerd door DNF's, maar Araújo greep in Duitsland met een achtste plaats en Groot-Brittannië met een tiende plaats algemeen wel naar WK-kampioenschapspunten toe. In 2012 reed hij wederom een programma met de Mini WRC geprepareerd door Motorsport Italia, maar na de WK-ronde van Finland beëindigde Araújo zijn samenwerking met het team, die volgens hem een moeizaam verloop kende.
Araújo bleef enige tijd weg van rallyactiviteiten, maar keerde in 2018 terug in het Portugees kampioenschap met een Hyundai i20 R5 ingeschreven door de Portugese Hyundai-importeur. Gelijk datzelfde jaar won hij zijn derde Portugese rallytitel.

## Complete resultaten in het wereldkampioenschap rally
| Seizoen | Inschrijving                    | Auto                              | 1      | 2      | 3       | 4      | 5       | 6      | 7       | 8       | 9      | 10     | 11      | 12      | 13     | 14     | 15     | 16     | Pos. | Punten |
| ------- | ------------------------------- | --------------------------------- | ------ | ------ | ------- | ------ | ------- | ------ | ------- | ------- | ------ | ------ | ------- | ------- | ------ | ------ | ------ | ------ | ---- | ------ |
| 2001    | Armindo Araújo                  | Citroën Saxo Cup                  | MON    | ZWE    | POR DNF | SPA    | ARG     | CYP    | GRI     | KEN     | FIN    | NZL    | ITA     | FRA     | AUS    | GBR    |        |        | –    | 0      |
| 2007    | Mitsubishi Motors de Portugal   | Mitsubishi Lancer Evo IX          | MON    | ZWE 20 | NOO     | MEX    |         |        |         | GRI DNF | FIN    | DUI    | NZL 18  | SPA     | FRA    | JPN EX | IER    | GBR 23 | –    | 0      |
| 2007    | Mitsubishi Motors de Portugal   | Mitsubishi Lancer WRC 05          |        |        |         |        | POR DNF | ARG    | ITA     |         |        |        |         |         |        |        |        |        | –    | 0      |
| 2008    | Ralliart Italia                 | Mitsubishi Lancer Evo IX          | MON    | ZWE 17 | MEX     | ARG    | JOR     | ITA    | GRI 16  | TUR 16  | FIN    | DUI    | NZL 25  | SPA     | FRA    | JPN 21 | GBR 27 |        | –    | 0      |
| 2009    | Ralliart Italia                 | Mitsubishi Lancer Evo IX          | IER    | NOO 16 | CYP 10  | POR 9  | ARG     | ITA 14 | GRI 9   | POL     | FIN    |        |         |         |        |        |        |        | –    | 0      |
| 2009    | Team Errani Group               | Mitsubishi Lancer Evo IX          |        |        |         |        |         |        |         |         |        | AUS 13 | SPA     |         |        |        |        |        | –    | 0      |
| 2009    | Ralliart Italia                 | Mitsubishi Lancer Evo X           |        |        |         |        |         |        |         |         |        |        |         | GBR 9   |        |        |        |        | –    | 0      |
| 2010    | Ralliart Italia                 | Mitsubishi Lancer Evo X           | ZWE 23 |        | JOR 12  | TUR    | NZL     | POR 14 | BUL     | FIN     | DUI 18 | JPN    | FRA 16  | SPA     | GBR    |        |        |        | 24   | 1      |
| 2010    | Ralliart Italia                 | Mitsubishi Lancer Evo IX          |        | MEX 10 |         |        |         |        |         |         |        |        |         |         |        |        |        |        | 24   | 1      |
| 2011    | Motorsport Italia / BAMP        | Mini John Cooper Works 1.6T S2000 | ZWE    | MEX    | POR DNF | JOR    |         |        |         |         |        |        |         |         |        |        |        |        | 23   | 5      |
| 2011    | Motorsport Italia / BAMP        | Mini John Cooper Works WRC        |        |        |         |        | ITA 12  | ARG    | GRI DNF | FIN 20  | DUI 8  | AUS    | FRA DNF | SPA DNF | GBR 10 |        |        |        | 23   | 5      |
| 2012    | Armindo Araújo World Rally Team | Mini John Cooper Works WRC        | MON 10 |        |         |        |         |        |         |         |        |        |         |         |        |        |        |        | 15   | 11     |
| 2012    | WRC Team Mini Portugal          | Mini John Cooper Works WRC        |        | ZWE 15 | MEX 7   | POR 15 | ARG DNF | GRI 11 | NZL 8   | FIN 15  | DUI    | GBR    | FRA     | ITA     | SPA    |        |        |        | 15   | 11     |
| 2018    | Team Hyundai Portugal           | Hyundai i20 R5                    | MON    | ZWE    | MEX     | FRA    | ARG     | POR 14 | ITA     | FIN     | DUI    | TUR    | GBR     | SPA     | AUS    |        |        |        | –    | 0      |
| 2019    | Armindo Araújo                  | Hyundai i20 R5                    | MON    | ZWE    | MEX     | FRA    | ARG     | CHL    | POR 16  | ITA     | FIN    | DUI    | TUR     | GBR     | SPA    | AUS    |        |        | –    | 0      |